# قارچ تاقچه‌ای
قارچ تاقچه‌ای (انگلیسی: Bracket fungus) یکی از گروه‌های قارچ در شاخه قارچ‌های چتری هستند. قارچ‌های تاقچه‌ای معمولاً تنه‌هایی نیم‌دایره و به صورت تاقچه دارند که بر ساقه‌ها می‌روید.